# Darius Brubeck
Darius Brubeck, född 14 juni 1947 i San Francisco i Kalifornien, är en amerikansk jazzkeyboardist och musiklärare. Han är son till jazzmusikern Dave Brubeck. Han har tillbringat flera år i Durban i Sydafrika som professor och ledare av Centre for Jazz och Popular Music vid University of Natal. Han bor i Istanbul.